# حاييم جيلين

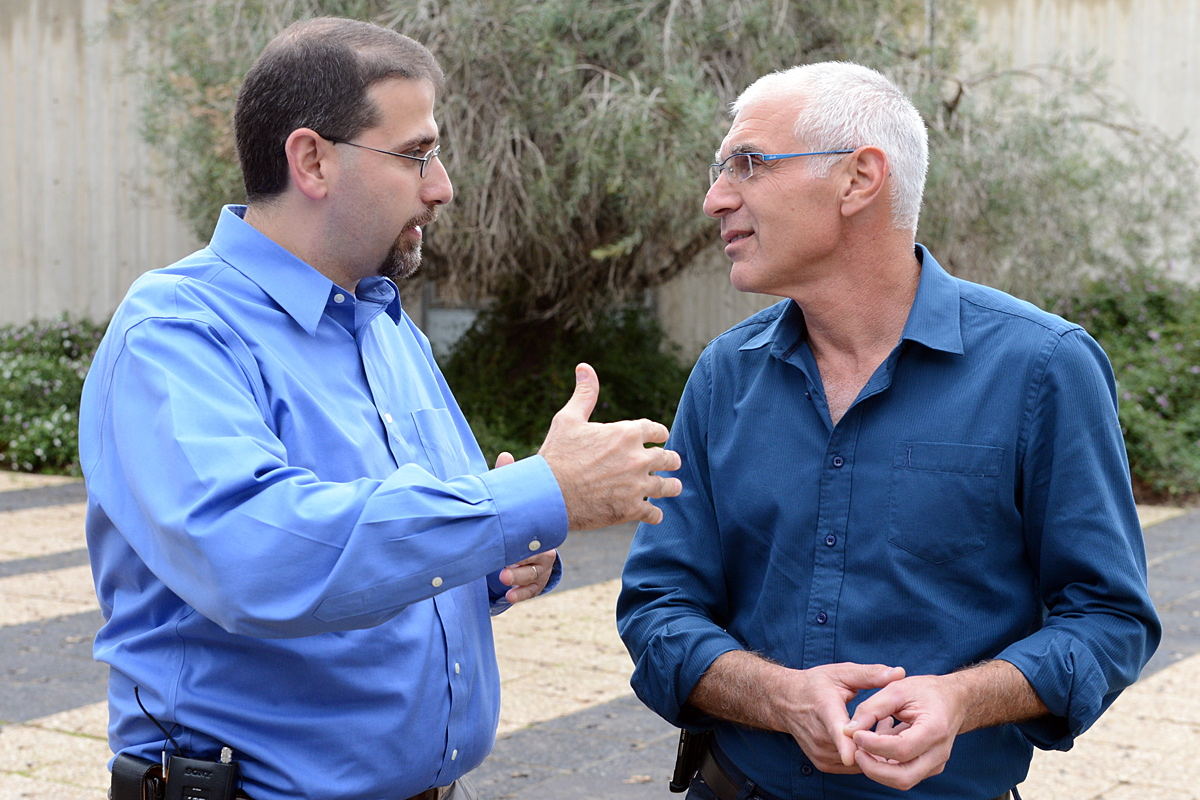
حاييم جيلين على اليمين.

حاييم جيلين (بالعبرية: חיים ילין، من مواليد 12 أغسطس 1958) سياسي إسرائيلي والرئيس السابق للمجلس الإقليمي اشكول في جنوب إسرائيل بين عامي 2007-2015.